# 東京皇帝☆北條戀歌
《東京皇帝☆北條戀歌》（東京皇帝☆北条恋歌）是竹井10日撰寫，要河オルカ插畫的日本輕小說作品，角川Sneaker文庫發行。中文版由台灣角川代理發行。

## 故事簡介
東京帝國為一獨立國家，領土範圍從東京西北方的奧多摩開始，延續至東邊的江戶川區，與南方的伊豆半島與小笠原群島，北條戀歌是統治東京帝國的第三代皇帝。故事就從北條戀歌決定轉學到主角就讀的星泉學園開始。

## 登場人物

### 主要人物
西園寺 一斗/北條 皇斗
本作主角，居住於東京帝國的普通少年。雙親在樞密院上班。妹妹有極度戀兄情結。原本和來珠沒有任何交集；卻因為來珠在看皇帝相親對象的照片時，看到混在其中的一斗照片，對他一見鍾情，強迫他和自己訂婚。是皇帝社中算是比較有常識的人，吐槽場面很多。雖然對戀愛不甚了解，但對來珠、戀歌與由香理子抱持著特別的感情，在前往最終決戰前送來珠和戀歌戒指。
擁有名為「G適性」的稀少能力。在第4集得知他擅長打籃球。
個性有點陰沉，對半調子的自己感到自卑，隨著故事進行漸漸成長，最後還領導自由東京推動革命。
與怪蟲進行最終決戰時，被捲入「局部限定時空崩壞砲」影響之中而時空跳躍到2028年，在那個時代得知事實真相，決定以北條皇斗的身分活下去，而後與來自未來的戀歌與衛梨珠會合，並為了回到未來而一起行動。
北條 戀歌
表面上裝成是威風凜凜、氣質高貴的東京帝國第3代皇帝，但私底下一不注意就會有少根筋的發言，是個天然呆角色。長相年幼，胸部卻很大。喜歡一斗，表現得很明顯：在第1集後半時看到一斗與來珠兩人親密互動時感到忌妒；也曾經帶著管弦樂團來一斗家叫他起床，還幫他做早餐。第3集（正確的是從第2集最後）和來珠陷入搶奪一斗的修羅場中，在第3集最後一斗和來珠的結婚儀式突然出現，綁走一斗後浪跡天涯。第4集最後對一斗的稱呼從「一斗同學」改成「一斗」，並與來珠和解，沒想到還有更大的考驗在等著她們。
睡覺如果不是在掛著布幕的高級床就睡不著，住在學校的時候還特地叫人把床送到教室或體育館。興趣是玩電視遊樂器（特別喜歡有戀愛要素的遊戲）。戀歌過去求學都是請家庭教師，所以到星泉學園就讀嚴格上來說不算轉學。轉學日期是帝國曆82年4月10日。皇帝社的社員。
在與怪蟲進行最終決戰後，和來自未來的衛梨珠一起回到過去與一斗再會。
第二集一開始帶著謎之箱子去｢偷襲｣一斗家，(內容物為數瓶潤滑精油)但被亂入的由香理子以大絕招破壞之後毀了一斗家，只好(或者剛好)邀請一斗兄妹等人的皇帝社社員回家(皇宮)住。
南德原 來珠
東京帝國宰相，也是戀歌的好朋友。對政敵毫不留情，人稱「魔神宰相」。一斗的婚約者，會用充滿攻擊性的態度對抗接近一斗的女性。典型的傲嬌角色，個性任性，卻也有少女般的一面，會因為一斗的言行而讓心情七上八下。非常害怕被一斗討厭，就算只是聽到別人說「這樣會被討厭喔」也會淚眼汪汪。雖然嘴巴上說著不願意，但大部分的時候都會聽一斗說的話。和世襲皇位的戀歌不同，是靠著自己的實力爬到現今的地位，而有「技之戀歌、力之來珠」這種說法。說出侮辱她的話（如魔神宰相）會被他用「侮辱宰相罪」逮捕。皇帝社社員之一。
東小路 由香理子
東京帝國軍司令，階級為元帥。從士兵開始累積戰功而爬到現在的地位，經常身先士卒帶領部隊衝鋒陷陣，而有「軍神」的美名。武術龍鳳無雙流的高手。年齡20歲左右，卻因為來珠的計謀而被迫轉學到同一間高中。
過去都專注在工作上而無暇戀愛，以為來珠和自己一樣，得知來珠有婚約者的時候大受打擊。在第2集初戀騷動時開始意識到一斗的存在，但因為對戀愛不熟悉，沒有加入一鬥爭奪戰。很容易害羞，沒辦法直率的向一斗表達自己的好感。
皇帝社社員。看到來珠開心時會想要掃她的興。

### 相關人物
西原寺 夕鶴
一斗的妹妹，對哥哥的愛情趨近無限大。喜歡哥哥的程度高到讓人無法理解，連雙親看了都會退避三舍。
和來珠交惡，不承認來珠是一斗的婚約者。比一斗小兩歲，靠著跳級升上高中三年級，並擔任學生會長。在和哥哥無關的場合表現傑出。沒辦法違抗一斗說的話。
連風 美文
一斗的親戚，以前是西原寺家的女僕，現在擔任皇居女僕長。年齡為23歲，但娃娃臉讓她看起來比實際上年幼，裝扮成學生的話沒有人會發現。F罩杯。
世界一級女僕，在日本女僕錦標賽與世界女僕錦標賽數度稱霸。一斗和夕鶴常搞錯連霸次數，美文每次都會跳出來訂正。
由於她才色兼備，讓人以為她很有異性緣，但實際上她沒有男朋友的年齡=她的年齡。有時會表現出喜歡一斗的樣子。
撥台 雫
一斗的同班同學，紫色短髮的美少女，個性冷淡。喜歡看奇怪的磚頭書。和八田不同，有時候待遇比主要角色還好。
國士 理瀨/理瀨耶爾·法茵史特萊卡
夕鶴的同學、好友。
用「小一」、「小夕」稱呼一斗和夕鶴，說話時習慣用「的呦」作為句子的結束。
和一斗一樣，對半調子的自己感到自卑。過去曾經被稱做鋼琴神童。
在數年前意外身亡，卻又突然出現在一斗面前。
校長
皇泉學園校長。校長家族過去曾參加東京獨立戰爭，為帝國主義者基本教義派，效忠國家。有孫子。
西園寺 愛梨珠
第4代東京皇帝。趁第3代皇帝戀歌流亡時靠著黑騎士的策略奪取政權鞏固地位。
政策混亂，完全不按牌理出牌。讓愛梨珠即位的目的是要煽動國民的不滿，藉此鞏固戀歌的支持度。
個性比來珠更兇暴。病態的愛上會責備自己的一斗。
用戀歌、來珠與夕鶴三人的基因混合製造出來的人造人，身為扭曲的存在，讓她的感情與愛情也跟著扭曲。
愛藤 四菜
東京帝國軍4021部隊所屬中尉，機動魔法兵駕駛，同時也出道為模特兒的皇泉學園學生。
個性活潑，但也能看場合說話。十分中意一斗，常積極的找機會接近他。
具有Z適性，能夠使用出超越機體極限的戰鬥力，以高超駕駛技術聞名於世。
門前 早苗
來珠於宰相府的前輩。十分關心晚輩，是來珠唯一尊敬的人。
來珠擔任宰相時退居幕後，直到與怪蟲最終決戰前才再次展露頭角，第9集開始代理宰相。
西園寺 衛梨珠
與一斗生活的世界不同時間軸中，一斗與來珠的女兒。G適性保持者之一。個性開朗，但和父親一樣，常被狀況推著走，也對沒有才能感到自卑。
為了尋找失蹤的父親，從帝國曆98年回到過去的途中，來到了另一時間軸的帝國曆83年，而後和戀歌一起回到帝國曆1年與一斗見面。
真田 武彦

### 九州學生會自治區
椿姬子・EE・茵費爾諾
九州學生會自治區學生會長。雖然年事已高，但外表還是年輕少女。說話口氣是奇怪的京都腔。G適性保持者之一。
在過去登場時，提到她曾失去記憶，有病態依存的傾向，並在當時得到G適性。
葵妮絲・葉哈維
九州學生會自治區自治委員長。喜歡女性，為G適性保持者。憎恨著茵費爾諾，企圖替哥哥向她報仇。
茵費爾諾死後，被選為新的學生會長。
麥琉妮亞・海藍
葵妮絲的副官兼戀人，同時於公私兩方面支援她。
优天希雅・菲普拉莉

### 聖達美王國
巴 御劔
少女部隊的擁有人，聖達美王國的君主聖騎士王。和北條家同為古老的「12聖王家」末裔。
各方面都非常傑出的優秀人物，皇斗的友人，協助東京帝國建國，能夠干預東京皇帝的繼承與即位。
與作者另一作品《天然羅莉》（ポケロリ）的主角巴御劔（山風忍）為同一人物。
一文字 滿貫
熱愛正義的熱血男子。主演熱門特攝節目的學生演員。常因為拍戲的關係，下午才騎著機車到學校上學。:時常莫名其妙的現身，並用熱血吼叫的方式說話。
真實身分是御劔的部下，達美聖騎士團頂點的「七劍神」之一的「黑騎士」，奉御劔命令潛入東京帝國。
是《如果折斷她的旗》中「七德院」的No.0(神樂)的徒弟。
璃貴弗洛斯特・懷特
「七劍神」之一，白髮青年，個性冷淡，喜歡穿著白色衣服。
和御劔認識很久，在他面前會露出和善的另一面。
和御劔一起提供回到過去的一斗協助。
東雲 十狼佐/璐謝・安琪斯裴爾
達美聖騎士團騎士，樞密近衛隊士。天界出身，原本以天帝身分軍臨天界。雙眼顏色不同，右眼具有能夠讓魔法無效化的力量，但因為力量過強，平時總是帶著眼帶。平常和人溝通時，把說話內容投影在空氣中，但實際上也能正常說話。
具有多重人格，扮演不同角色，主要是十狼佐與璐謝在統領其他人格。
東雲
東雲十狼佐的第14號人格，個性內向害羞。
多重人格中最沒用的人格，在消失之前遇見因為愛梨珠事件而失去記憶的一斗。兩人因為即將消失的命運產生共鳴，並成為戀人。

### 怪蟲
八田 雪繪
2028年自由東京的成員。
少數從初次見面開始就被一斗排擠的稀有女性。個性溫吞柔弱，但本質是個堅強的人。
第8集最後被捲入事件中，成為怪蟲的女王。
八田 健太
一斗的同班同學，自稱是一斗的好友。個性活潑，是班級中的人氣者。雪繪的弟弟。
真實身分是人型男性型怪蟲，在最終決戰時顯現出真實身分。
理瀨
人型女性型的怪蟲少女。沒有名字，因為長的和國士理瀨很像，被一斗取名為理瀨。
說話習慣用「的呦」作為句子的結束。很會吃東西，常向別人要求食物。
擁有不可思議的能力，第3集讓來珠與戀歌的身體交換。
第3集終盤時，在與另一名人型女性型怪蟲戰鬥時，為了保護一斗等人而生死不名，在第9集時又突然出現在一斗小孩們的面前。

### 2028年的人物
北條 花戀
東京帝國初代皇妃，戀歌的祖母，個性和長相都和戀歌很像。
對一斗抱持好感，是一斗的精神支柱。戀歌與衛梨珠來訪後，知道一斗的來歷與真正想法後，決定把他送回未來。
南條 九千树
宇堂 二郎
自由東京的領導者。建國後成為東京帝國軍司令長官。
連風 孝文
美文（未來）的祖父。2028年和妹妹美文（過去）住在涉谷貧民窟。
帝國建國後，成為皇斗的侍醫，以基因工程科學家的身分，進行G適性的研究，同時也是藝術家，創作了國寶「丸太三鷹」。
連風 美文
孝文的妹妹，美文（未來）的叔母，花戀的好友。
北條 皇子
花戀的祖父，戀歌的高祖父，前政治家。
收留了時空跳躍回過去的一斗，並僱用他當傭人。
死前替一斗建立新的戶籍，並把自己名字的一個字送給一斗。

## 名詞解釋
帝國曆
東京帝國曆法。以西元2029年為帝國曆1年。
怪蟲
外表像是原始昆蟲與軟體動物混和的生命體。謠傳其生活方式是吃人並在人身上產卵，但實際的生活方式沒有人知道。怪蟲依照特徵而有不同稱呼，如甲種強行突擊型、乙種強行突擊型與甲種中距離戰鬥型、人型男性型與人型女性型等等。
怪蟲是感染兵器病毒的人於基因突變後所變身而成，帝國並未對外發表這項事實。
兵器病毒
舊政府秘密製造的細菌兵器，能夠讓人死於基因突變。
於帝國建國時趁亂流出，卻因為病毒產生突變，導致被感染者變成怪蟲而讓病毒擴散到全世界。
機動魔法兵
東京帝國的主力兵器，高度10公尺左右的巨大人型兵器，在東京帝國獨立戰爭時使用異界科技製造出來的超級破壞兵器。機動魔法兵在火力、裝甲、機動性上表現都很優秀，除了陸戰外，也很適合海戰與空戰使用。
分為各種不同機型，有人機分為Witch級（量產型）與Bishop級（改進型），無人機分為Wizard級與Warlock級。
少女部隊
直屬皇帝的部隊。少女部隊依部隊分別穿著女僕服、水手服等顯眼服裝，因此被各方戲稱為角色扮演部隊或魔法少女部隊。會有這種稱呼，一部分原因是忌妒少女部隊傑出的組織力、戰鬥能力、情報技能、與特殊任務達成能力。
摩訶
西園寺一斗專用機動魔法兵。G適性保持者的專用機，巴御劔受北條皇斗所託而特別製造。
搭載能夠引發時空崩壞的「局部限定時空崩壞砲」。時空崩壞能夠停止怪蟲的生命活動，也有低機率可以讓怪蟲變回人類。
後繼機種摩訶三式則搭載時間移動機能。
摩訶三式
適性
機動魔法兵的駕駛需要的特性，其中特殊適性有無是由適性因子決定。特殊因子在東京帝國大概有5至10人，並存在各種不同種類。保有適性因子的人被稱為特殊駕駛。
G適性
目前確定的保有者共有八人（西園寺一斗和他的小孩、椿姬子・EE・茵費爾諾與葵妮絲・葉哈維）。
G適性並非遺傳得來，是瀕臨死亡時和某種存在交易而得。
進行前述交易得到G適性的人被稱為授受者，接受授受者命運而得到G適性的人被稱為繼承者，茵費爾諾屬前者，葵妮絲屬後者。

## 主要舞台
東京帝國
為一獨立國家，領土範圍從日本西北方的奧多摩開始，延續至東邊的江戶川區，與南方的伊豆半島與小笠原群島。第3代皇帝北條戀歌擁有國家立法、行政、司法、軍事、民生的絕對支配權。
自由東京
東京帝國的前身，於西元2029年建立東京帝國。
星泉學園 高中部
帝國成立的學校。帝國歷82年的入學式由作品開頭可推定為4月5日。班級使用A班、B班的方式編號。一斗等人是1年A班的學生。故事一開始來珠突然坐阿帕契直升機降落在學校，故校園至少有17.7公尺以上。有跳級制度。
一斗家
一斗、夕鶴與雙親居住之處。第1集有夕鶴把臉貼在位在二樓的一斗房間的窗戶外的描述，可以推測房間應該有陽台。
九州學生會自治區
東京帝國西南西方的國家，距離東京帝國約1000公里。領土因為怪蟲侵略變得幾乎無法居住。一斗和戀歌亡命天涯時投靠自治區內的筑紫島學院。

## 出版書籍
| 書名                | 日版出版日期   | ISBN               | 繁體中文版 出版日期 | ISBN                   |
| ------------------- | -------------- | ------------------ | ------------------- | ---------------------- |
| 東京皇帝☆北條戀歌1  | 2009年2月初版  | ISBN 9784044712068 | 2011年1月31日初版   | ISBN 9789862870228     |
| 東京皇帝☆北條戀歌2  | 2009年6月初版  | ISBN 9784044712075 | 2011年4月22日初版   | ISBN 9789862870990     |
| 東京皇帝☆北條戀歌3  | 2009年10月初版 | ISBN 9784044712082 | 2011年8月19日初版   | ISBN 9789862872383     |
| 東京皇帝☆北條戀歌4  | 2010年1月初版  | ISBN 9784044712099 | 2011年12月16日初版  | ISBN 9789862874660     |
| 東京皇帝☆北條戀歌5  | 2010年5月初版  | ISBN 9784044712105 | 2012年8月24日初版   | ISBN 9789862876947     |
| 東京皇帝☆北條戀歌6  | 2010年5月初版  | ISBN 9784044712112 | 2013年3月23日初版   | ISBN 978-986-325-246-7 |
| 東京皇帝☆北條戀歌7  | 2010年11月初版 | ISBN 9784044712129 | 未有                | 未有                   |
| 東京皇帝☆北條戀歌8  | 2011年4月初版  | ISBN 9784044712136 | 未有                | 未有                   |
| 東京皇帝☆北條戀歌9  | 2011年8月初版  | ISBN 9784044712143 | 未有                | 未有                   |
| 東京皇帝☆北條戀歌10 | 2012年10月初版 | ISBN 9784044712150 | 未有                | 未有                   |
| 東京皇帝☆北條戀歌11 | 2013年8月初版  | ISBN 9784041009376 | 未有                | 未有                   |
| 東京皇帝☆北條戀歌12 | 2013年12月初版 | ISBN 9784041011164 | 未有                | 未有                   |
| 東京皇帝☆北條戀歌13 | 2014年4月初版  | ISBN 9784041012987 | 未有                | 未有                   |

## 漫畫版
綾見ちは與云熊まく在《月刊Comp Ace》上連載的漫畫版，並由角川Comics Ace出版1集。內容和原作差異甚大，並有漫畫版的原創角色。
- 2010年11月26日發售 ISBN 9784047155732

## 註解
1. ↑  在衛梨珠生活的未來，一斗除了和來珠、戀歌與由香理子外，和美文與四菜也有發生關係，總共有8個小孩
2. ↑  騷動結束後才知道愛梨珠只是自稱皇帝，並未實際即位
3. ↑  第3集時晉升少校，第9集時晉升中校
4. ↑  十狼佐認為自己的音色太可愛，會減損自己的威嚴
5. ↑  原名貴文，建國後改成現在的名字
6. ↑  次男彰文與四女桃葉並未繼承G適性，另由香理子腹中的第8子，因尚未出生，無法得知是否有G適性
7. ↑  茵費爾諾的主張，第9集又有一斗的孩子遺傳了G適性的描述

## 外部連結
- 角川スニーカー文庫『東京皇帝☆北条恋歌６』絶賛発売中!!今なら抽選で230名にレアグッズが当たるキャンペーンを実施中！　さらに無理難題ばかりの「東京皇帝マニフェスト」も注目!!（日語）
- ロードス島戦記新装版、東京皇帝など、スニーカー文庫12月新刊 （页面存档备份，存于）（日語）
- 轻小说简评——东京皇帝☆北条恋歌 （页面存档备份，存于）（日語）
- 東京帝國官方網站 （页面存档备份，存于）（日語）